# Rock and Roller CD1 – Koncertfelvételek (Kovács Kati-album)
A 'Rock and Roller – Koncertfelvételek' c. lemez Kovács Kati negyvenegyedik albuma. 
A BFTK Nonprofit Kft. gondozásában megjelent dupla album, amelynek első CD-n az énekesnő 1974–1982 közötti koncertfelvételiből álló válogatást tartalmazza. (A CD-t eddig koncertek helyszínein lehet megvásárolni.)

## Felvételek
- Szólj rám, ha hangosan énekelek (Presser Gábor - Adamis Anna)
- Ahogy nőnek a gyerekek (Koncz Tibor - Szenes Iván)
- Holnaptól nem szeretlek (Victor Máté - Huszár E.)
- Egy nyáron át (Michel Legrand - Alan és Marilyn Bergman - Bradányi Iván)
- Fémzene (Koncz T. - Sülyi Péter)
- Nálad lenni újra jó lenne (Koncz T. - Szenes I.)
- Felesleges esték (Victor M.  Huszár E.)
- Találkozás egy régi szerelemmel (Gábor S. Pál - Szenes I.)
- Egy nagy szerelem (Szalmaláng) (F. Califano - Vándor Kálmán)
- Volt egy őrült éjszaka (Koncz T. - Huszár E.)
- Hová tűnek el a csillag (Koncz T. - Szenes I.)
- Rock and Roller (Presser G.)
- Én igazán szerettelek (Bágya András - Szenes I.)
- Ugyan ez az utca ez (Bágya A. - Szenes I.)
- Az eső és én (Somló Tamás - Adamis A.)
- My love (Paul McCartney, gitár: Szabó Gábor)
- Mindent ami szép (Gábor S. P. - Szenes I.)
- Hogyha most elhagysz (Fáy A. - Bradányi I.)
- Várlak (Presser G.)
- Kötődés (Lerch István - Demjén Ferenc)
- Szívemben zengő dal (Lerch I. - Demjén F.)
- Így legyen (Lerch I. - Demjén F.)

A felvételek az alábbi rádióműsorokban hangzottak el:
- Kovács Kati előadóestje – 1975. május 1.[1]
- Bágya András szerzői estje – 1975
- Szabó Gábor Budapesten – 1974
- Tessék választani – 1977
- Fáy András szerzői estje – 1979
- Presser Gábor szerzői estje – 1979
- Kovács Kati előadóestje – 1980
- Demjén Ferenc szerzői estje – 1982